# Plod
 Ovo je glavno značenje pojma Plod. Za fetus pogledajte Plod (medicina).
Plod (lat. fructus) u botanici je reproduktivni organ kritosjemenjača koji se nakon oplodnje razvija iz plodnice, a sastoji se od sjemenke i usplođa.
Usplođe se često se sastoji od tri sloja:
- Vanjski sloj ili eksokarp (grč. egzo = izvan)
- Srednji sloj ili mezokarp (grč. mesos = sredina)
- Unutarnji sloj ili endokarp (grč. endonym = iznutra)

Plodovi i sjemenke mogu se prenositi i rasprostirati na različite načine. Autohorija je rasprostiranje putem mehanizama unutar same biljke. Alohorija je raspostiranje putem vanjskih čimbenika, npr. putem vode (hidrohorija), vjetra (anemohorija), životinja (zoohorija), čovjeka (antropohorija), mrava (mirmekohorija), ptica (ornitohorija) i dr.